# Apoidea
Gli Apoidei (Apoidea Latreille, 1802) sono una superfamiglia di imenotteri  che raggruppa ad oggi 29.984 specie, la più nota delle quali è l'ape da miele (Apis mellifera).

## Descrizione
La morfologia degli Apoidei riflette la loro specializzazione di insetti bottinatori di polline: il corpo è più o meno ricoperto di peli, l'apparato boccale è adattato al prelievo del nettare, le zampe presentano modificazioni atte a favorire la raccolta del polline; il pungiglione serve solo per la difesa.

### Apparato boccale

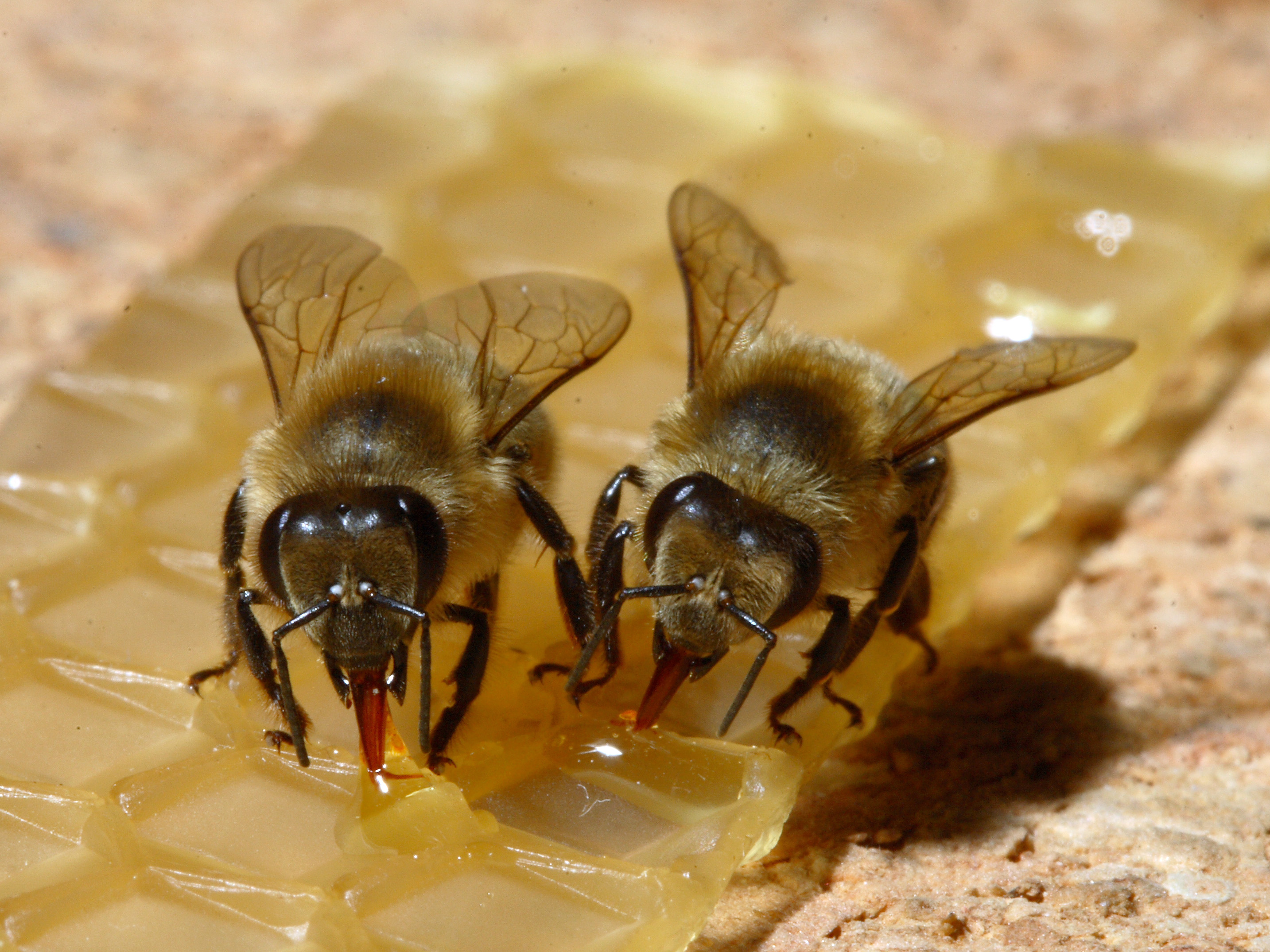
Apparato boccale lambente succhiante dell'ape: le mandibole perdono la funzione masticatoria e l'alimentazione è affidata al complesso maxillo-labiale.

L'apparato boccale degli Apoidei è di tipo masticatore-succhiante, masticatore-lambente e masticatore-lambente-succhiante ed è per lo più adatto ad aspirare liquidi zuccherini (nettare, miele, melata). Le mandibole perdono del tutto la capacità di masticare e i liquidi sono succhiati per mezzo del complesso maxillo-labiale: la galea e i palpi labiali sono sviluppati in lunghezza e appiattiti; alla ligula, l'insetto forma un canale di suzione attraverso il quale viene aspirato l'alimento liquido.
Le specie appartenenti alle famiglie più primitive (Colletidae, Andrenidae, Stenotritidae, Halictidae, Melittidae) possiedono una ligula corta che consente loro di bottinare solo fiori che possiedono una corolla poco profonda. Altre (Megachilidae, Apidae) hanno una ligula più adatta alle corolle più profonde .

### Zampe

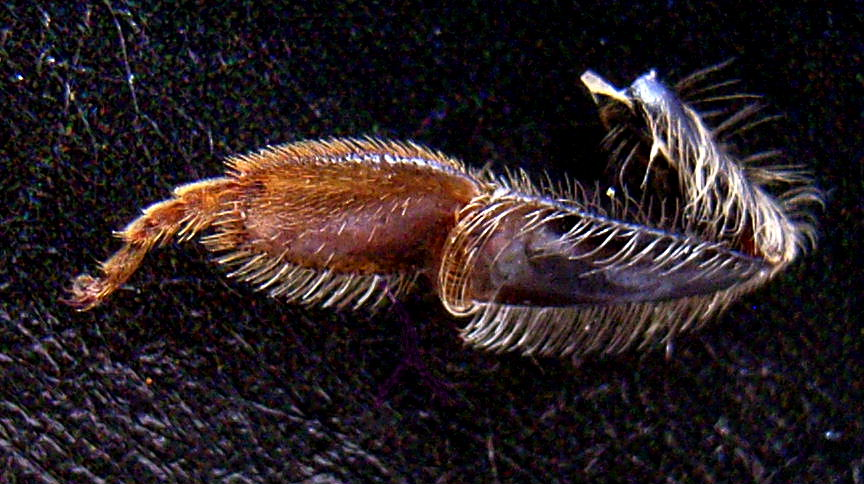
Zampa posteriore dell'ape (lato esterno). I due articoli più sviluppati sono, rispettivamente, il primo tarsomero (a sinistra) e la tibia (a destra). Sulla tibia sono evidenti le due serie di setole che delimitano la cestella.

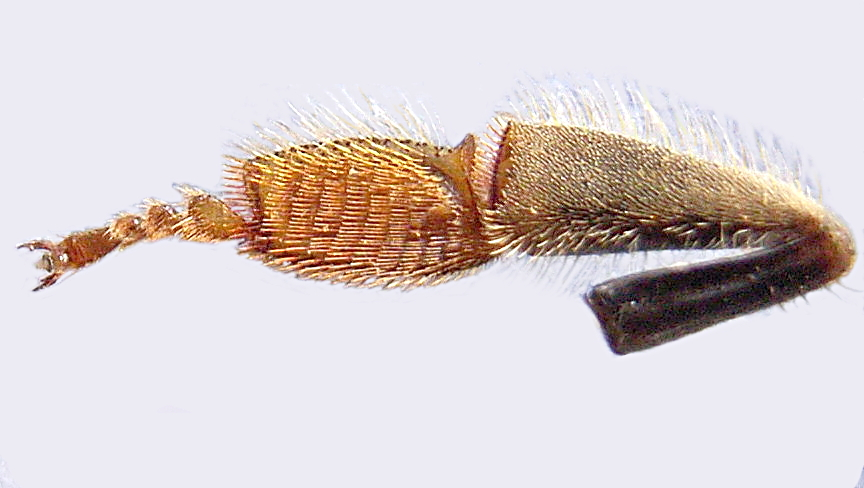
Zampa posteriore dell'ape (lato interno). Sul primo tarsomero sono evidenti le serie trasversali di setole che formano la spazzola.

Hanno zampe di tipo fondamentalmente ambulatorio, ma che presentano particolari formazioni finalizzate a raschiare il polline attaccato al corpo e raccoglierlo in un vero e proprio organo di trasporto localizzato nelle tibie posteriori. Una particolare caratteristica degli Apoidei è l'eccezionale sviluppo del primo tarsomero, molto più grande dei successivi.
La stregghia è un particolare adattamento della zampa anteriore, in corrispondenza del primo tarsomero e della tibia, ed ha lo scopo di facilitare la pulizia delle antenne. Il lato ventrale del primo tarsomero, in prossimità dell'articolazione tibio-tarsale, presenta un incavo semicircolare rivestito da una serie di brevi setole, che simulano una spazzola. La chiusura dell'articolazione tibio-tarsale fa in modo che lo sperone distale della tibia si opponga all'apertura dell'incavo chiudendo un lume subcircolare in cui viene fatta passare l'antenna. Lo sperone, in questo modo, esercita una spinta che costringe l'antenna a scorrere dentro l'incavo del tarsomero, mentre le setole raschiano il polline rimasto attaccato alle antenne.
La corbicula o cestella è una concavità presente sulla faccia esterna delle tibie posteriori, sui cui margini sono inserite setole rade e lunghe. L'insetto spazzola il polline dal corpo, aiutandosi con le zampe anteriori e quelle posteriori e lo inumidisce compattandolo sulla cestella; le setole hanno naturalmente la funzione di formare una gabbia che trattiene il polline. Questa struttura si evidenzia in particolare quando le operaie bottinatrici tornano al nido o all'alveare: il polline raccolto si presenta in forma di due masserelle globose, di colore generalmente giallastro, più o meno aranciato, (colori prevalenti, ma non esclusivi, nei pollini), ai lati delle zampe posteriori.
La spazzola o scopa è una serie di setole fitte e robuste, disposte in più file trasversali sulla faccia interna del primo tarsomero delle zampe posteriori. È usata per raschiare il polline dal torace, dalle ali e dall'addome.

### Ali

Schema dell'ala di Andrena:
Pt: pterostigma. Vene: C: costa; R: radio; B: basale; Cu: cubito; A: anale; Rc1 e Rc2: prima e seconda ricorrente; tm: trasversa mediana. Cellule: 1d, 2d, 3d: prima, seconda e terza discale; sm: prima, seconda e terza submarginale; m: marginale

La discriminazione sistematica degli Apoidei si avvale della morfologia delle nervature alari.
Esiste molta confusione nella nomenclatura delle ali degli apoidei, principalmente perché alcuni autori diedero i nomi in base alla struttura morfologica, altri in base al processo evolutivo.
I primi termini radio, cubito, punto o carpo, cellule radiali, vene brachiali e vene ricorrenti furono introdotti nel 1807 da Jurine per la classificazioni di Ditteri ed Imenotteri.
Nel 1836 Lepeletier propose una suddivisione dell'ala in 4 parti:
- parte brachiale (4 cellule brachiali)
- parte caratteristica (2 cellule radiali e 2 cubitali)
- disco (3 cellule)
- lembo (3 cellule)

Nel 1870 Hagen nominò le 6 venature longitudinali: subcosta, mediana, ramo posteriore della mediana, ramo anteriore della submediana, submediana e postcosta.
Nel 1879 Adolph tende a legare il sistema di venulazione a quello tracheale: in seguito allo studio di altri autori, egli sostiene che le ali siano pieghettate longitudinalmente e presentino nelle pieghe alternatamente vene concave e convesse; questa teoria fu contrastata da autori successivi second i quali la posizione delle vene è determinata solamente da pieghe secondarie.
Nel 1886 Redtenbacher, mette a punto una terminologia uniforme adattabile a tutti gli Ordini di Insetti, riportata nell'immagine accanto.
Thompson nel 1871 e Cresson nel 1887 diedero un contributo introducendo i termini marginale per la cellula radiale, submarginali per le cellule cubitali, e vena basale per la vena che unisce la seconda con la terza longitudinale.
Nel 1897 Comstock considera tutte le vene delle ali convesse e decreta che quelle concave siano date dal ripiegamento delle ali.
Un paio di anni dopo egli, insieme al suo alunno Needham, teorizzano l'idea secondo la quale sia la trachea degli apoidei a determinare la posizioni delle venature; cambiano alcuni nomi e creano una nuova nomenclatura. I due elaborano quindi il così detto “sistema Comstock-Needham".
Notevole il contributo di Lameere nel 1922, che definisce le vene concave e convesse alte e basse.
Successivamente vari autori smentiscono la teoria per cui sia la trachea a determinare la posizione delle vene: nel 1964 Arnold compie un'analisi sulla circolazione emolinfatica delle ali dimostrando ciò. In conclusione, ad oggi vengono maggiormente adottati i nomi proposti negli anni 70 e 80 del 1900 da Hamilton, Louis e Mason ma non esiste una nomenclatura unificata.

## Biologia

### Vita sociale

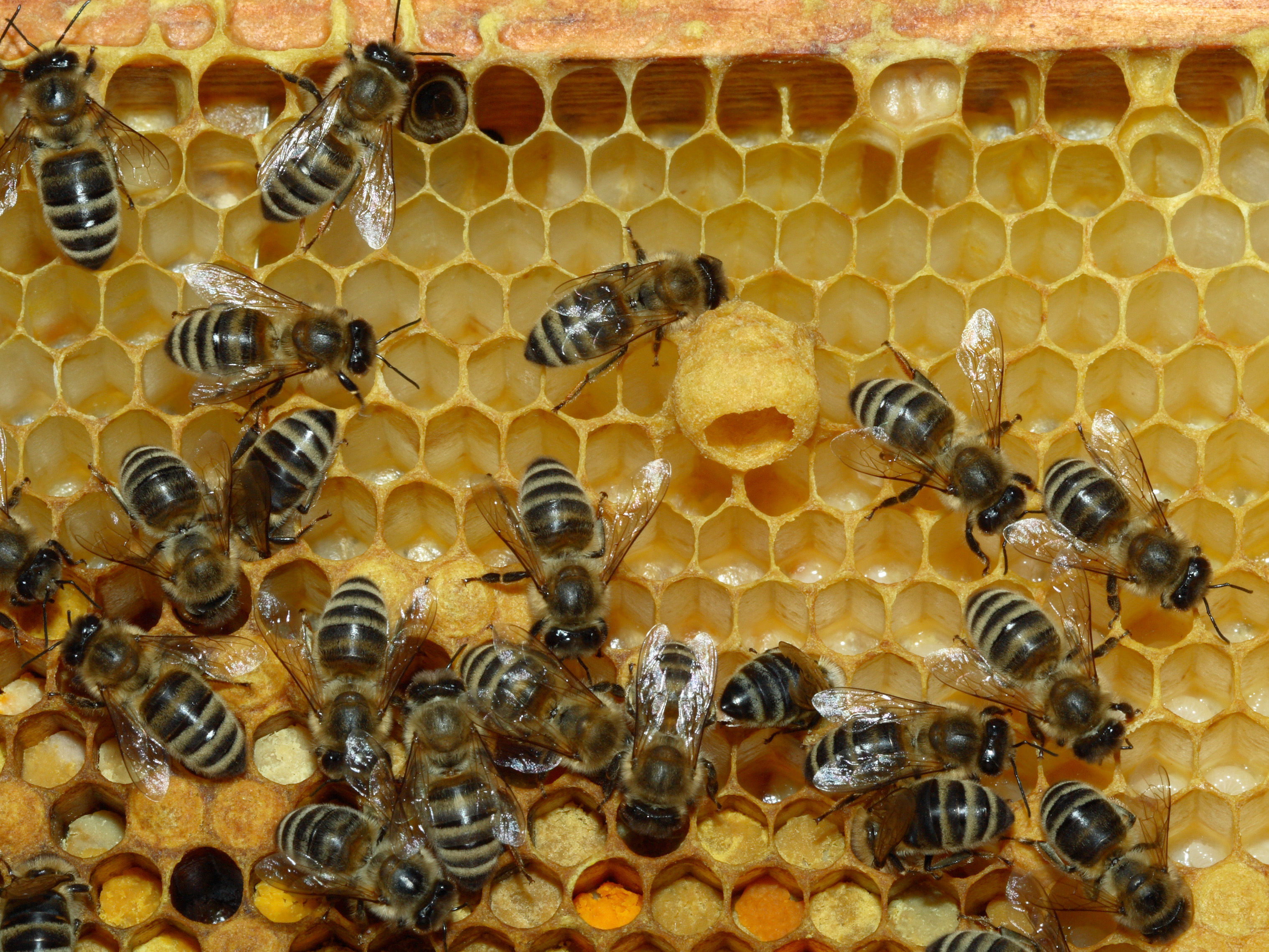
Alveare di Apis mellifera, ape sociale per eccellenza.

In base al comportamento sociale si distinguono:
- api solitarie (ad esempio Colletes, Anthophora, Xylocopa): ciascuna femmina, dopo la fecondazione, costruisce un nido, in genere semplici cavità scavate nel suolo o nel legno, formato da una serie di cellette, poi le riempie di nettare e di polline impastati, fino a formare il cosiddetto “pane delle api”; in ultimo depongono un uovo nella celletta. Le loro larve si sviluppano esclusivamente grazie a queste provviste, senza ricevere alcun'altra cura dalla madre;
- api comunitarie (ad esempio Andrena, Megachile): le femmine utilizzano un nido comune in cui ognuna costruisce e approvvigiona le proprie celle;
- api quasi sociali (ad esempio Nomia): le femmine cooperano nella costruzione del nido e nell'approvvigionamento delle celle, ma senza alcuna divisione del lavoro;
- api semisociali (ad esempio Halictus): le femmine cooperano nella costruzione del nido e nell'approvvigionamento delle celle, e sono divise in due caste funzionali: accanto alle femmine fecondate, vi sono anche femmine operaie sterili;
- api sociali (ad esempio Apis, Bombus, alcune specie di Halictus): sono caratterizzate dalla sovrapposizione nel nido di più generazioni e da una divisione del lavoro basata sulla presenza di differenti caste.

### Alimentazione

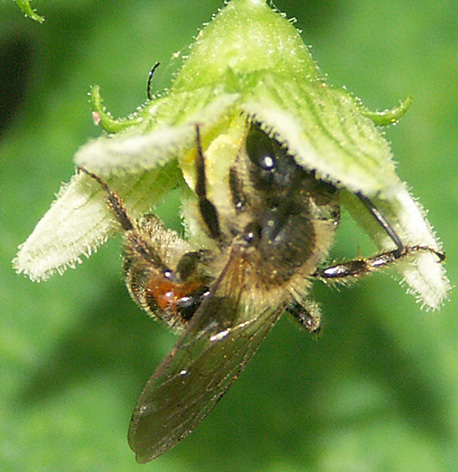
Andrena florea è un apoideo oligolettico che si nutre solo di polline di Bryonia spp.
(nella foto un maschio su Bryonia dioica)

La dieta degli Apoidei è estremamente specializzata: essi dipendono totalmente dai fiori per la loro alimentazione. Gli adulti si cibano di nettare, mentre le larve di polline e nettare.
In base alle preferenze fiorali si distinguono:
- specie oligolettiche: sono quelle che si approvvigionano di polline su un limitato numero di specie; si distinguono a loro volta in specie strettamente oligolettiche quando bottinano poche specie di un solo genere (p. es. Colletes cunicularius si nutre esclusivamente di polline di Salix spp., Andrena florea è specializzata in Bryonia spp.), e specie largamente oligolettiche quando si nutrono di polline di specie appartenenti a generi diversi della stessa famiglia (p.es. Andrena agilissima, che limita le sue scelte a generi della famiglia delle Cruciferae, o A. fuscipes, specializzata in Ericaceae spp.).
- specie polilettiche: sono quelle che bottinano su svariate specie di diverse famiglie; l'ape domestica, Apis mellifera, è l'esempio più rappresentativo di apoideo polilettico.

Non è raro osservare specie ritenute oligolettiche che modificano il loro comportamento in funzione della momentanea indisponibilità di pollini della specie preferita: Colletes cunicularius, per esempio, può orientare la sua attività bottinatrice a specie diverse da Salix spp. in caso di indisponibilità di queste ultime.
Vi sono poi apoidei che mostrando una specializzazione per la raccolta del polline su fiori di specie non nettarifere (ad es.Ophrys spp.), debbono necessariamente ricorrere ad altre specie per soddisfare il loro fabbisogno di glucidi.

Alcune specie non nettarifere ospitano talora colonie di afidi la cui melata si accumula nello sperone dei fiori: è il caso, per esempio, dell'orchidea Himantoglossum robertianum, che ospita numerose colonie dell'afide Dysaphis tulipae, la cui melata funge da attrattiva per l'insetto impollinatore Bombus hortorum.

### Riproduzione

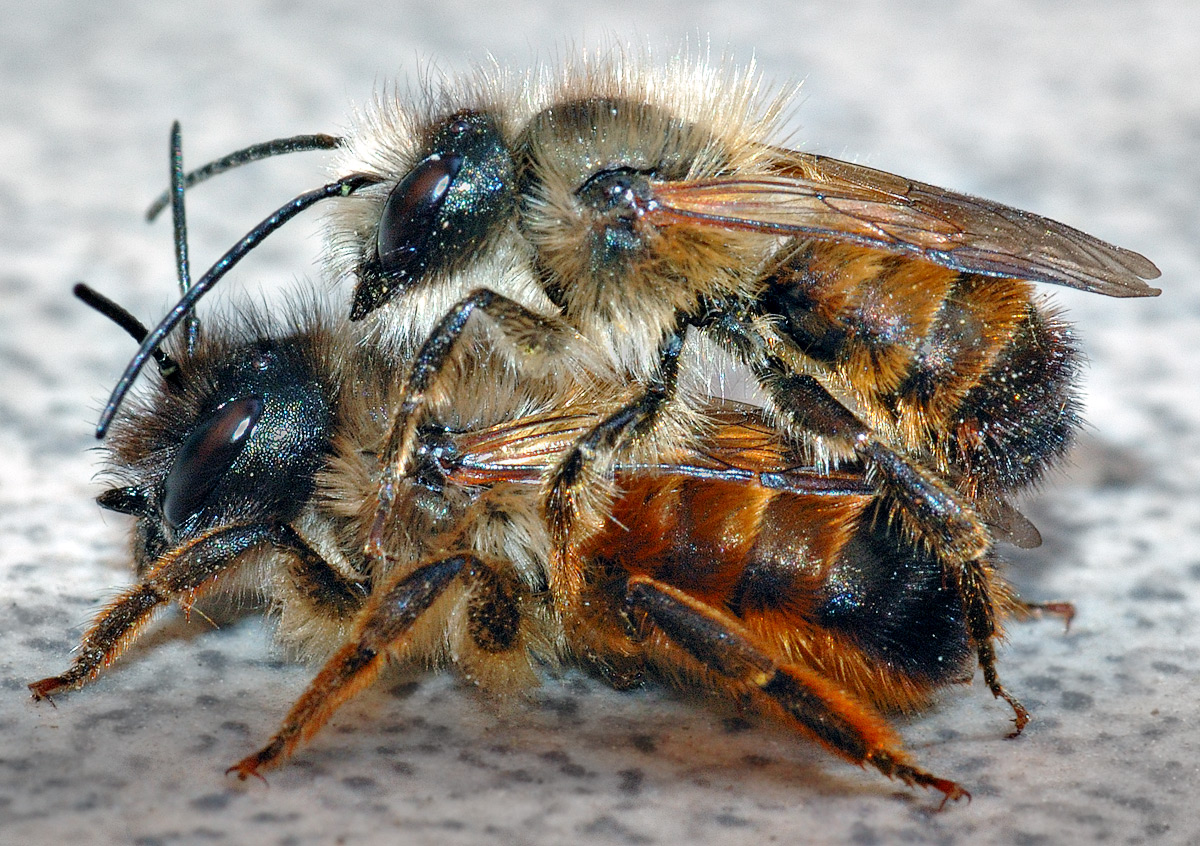
Osmia rufa in accoppiamento.

Le api solitarie con comportamenti tradizionali si accoppiano quando i maschi, che anticipano le femmine nell'uscita dalla fase pupale, si accorgono di una femmina con feromone, e quindi la sommergono in gran numero per vincere la concorrenza; generalmente i maschi non sono aggressivi nei confronti dei loro simili ad eccezione di alcuni antoforini e di megachilidi che combattono per allontanare i maschi dal loro territorio. Le femmine costruiscono individualmente il nido, formato da una decina di celle utilizzate per il cibo e muoiono spesso prima della comparsa della nuova generazione di api. Anche le api solitarie sono lavoratrici a tempo pieno, instancabili nella ricerca di cibo, nella deposizione dell'uovo e nello scavo e nella cura delle celle.
Nelle api sociali più evolute come Apis mellifera, la regina è seguita, durante il volo nuziale da moltissimi i maschi, i fuchi. Soltanto pochi fuchi, salvo qualche eccezione, fecondano la femmina, la quale conserva il seme maschile in una spermateca; al momento della ovodeposizione la regina ha la facoltà di controllare il processo di fecondazione delle uova. Le uova non fecondate (o partenogenetiche) producono individui di sesso maschile, geneticamente aploidi, con 16 cromosomi, mentre le uova fecondate producono femmine diploidi, con 32 cromosomi. Se le condizioni ambientali lo consentono una regina arriva a deporre fino a 2000-3000 uova al giorno, inserendo ciascun uovo sul fondo di una celletta.
Alcune api solitarie della sottofamiglia Nomadinae (p.es. Nomada, Epeolus, Triepeolus, Holcopasites) seguono un comportamento cleptoparassitario e depongono le uova nei nidi di altre api.
Gli inglesi le chiamano "api cuculo" e le loro larve sono munite di mandibole, con le quali smembrano le larve ospiti e approfittano delle celle di cibo per nutrirsi. Analogo comportamento si osserva tra le Apinae delle tribù Anthophorini, Osirini (p.es. Epeoloides spp.) e Euglossini (Exaerete spp. e Aglae spp). Esistono anche casi di parassitismo sociale, in cui la specie parassita depone le proprie uova tra quelle dell'ospite, affidando l'onere delle cure parentali alle operaie della specie ospite, come nel caso di alcune specie di Bombus (B. barbutellus, B. insularis, B. vestalis).

### Struttura dei nidi

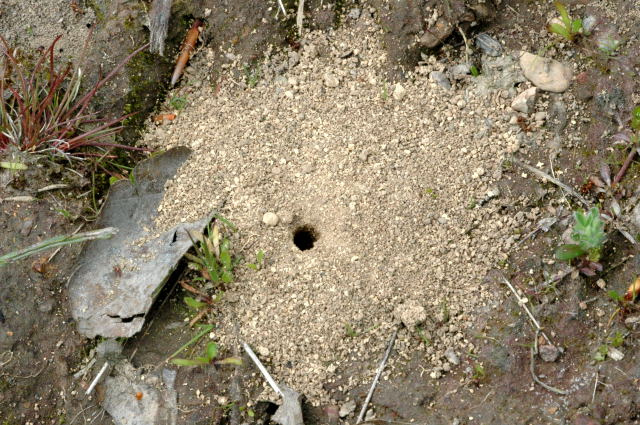
Nido di Andrena clarkella

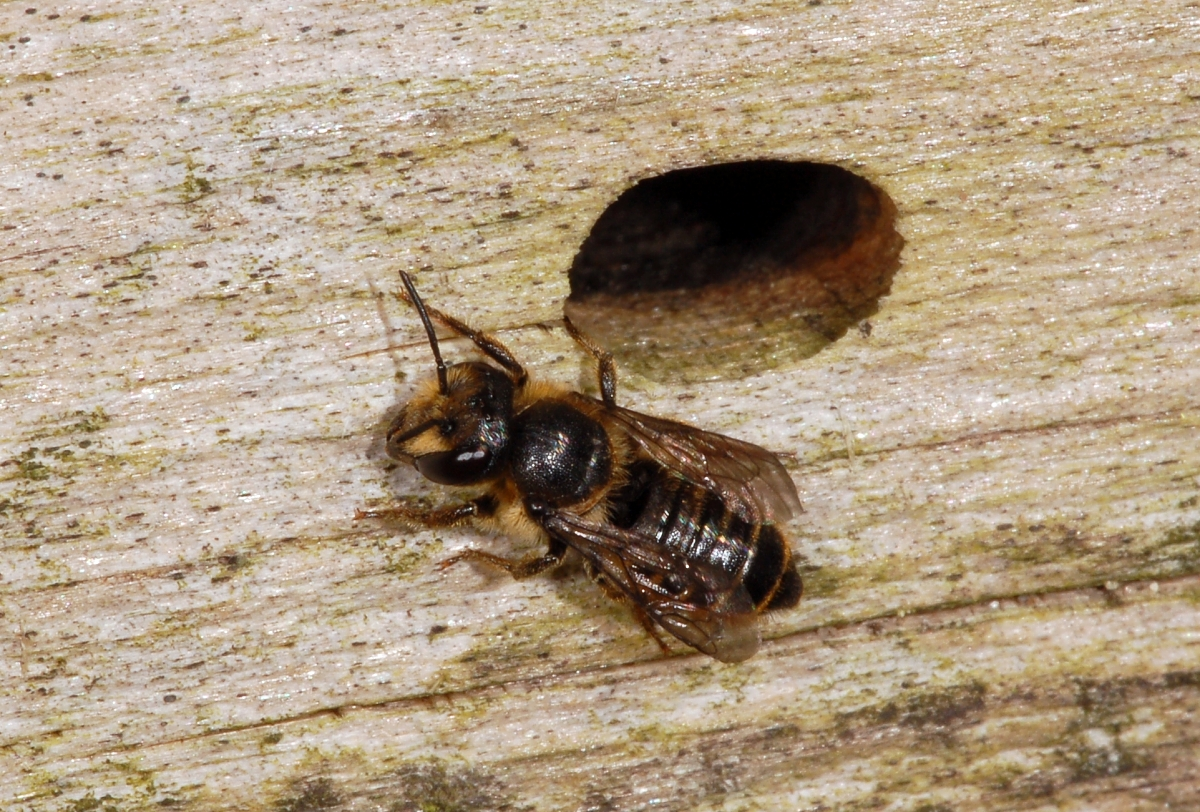
Megachile centuncularis utilizza come nido gallerie precedentemente scavate negli alberi da insetti xilofagi.

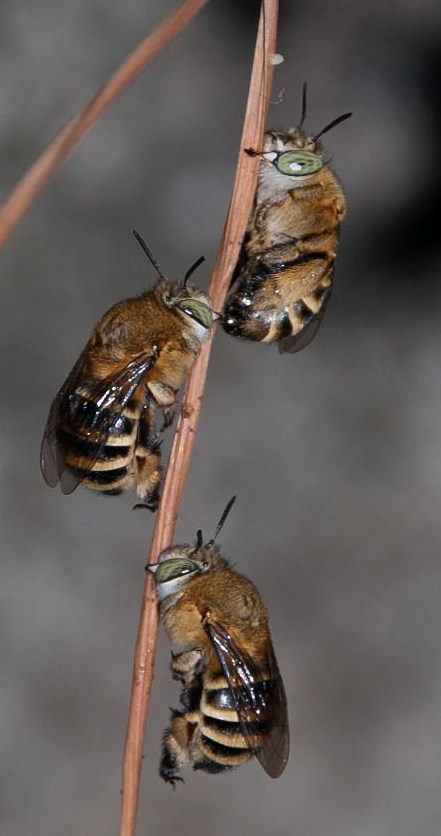
Posatoio notturno di maschi di Amegilla albigena

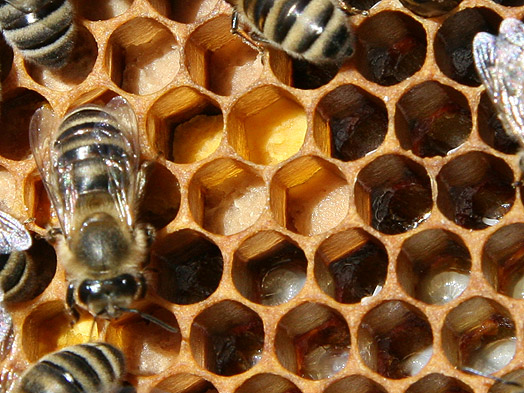
Dettaglio di un favo di Apis mellifera.

Alcune famiglie di Apoidea  (Andrenidae, Melittidae, Halictidae  e Colletidae) sono terricole, cioè scavano un nido nel terreno, in un ambiente difficile a causa dell'umidità e quindi della proliferazione batterica, e di funghi. Le specie solitarie terricole sono generalmente dotate di una particolare ghiandola addominale (ghiandola di Dufour) che si apre vicino al pungiglione (aculeo), e che secerne sostanze che impermeabilizzano le celle per le larve ed il cibo; alcune specie, invece, ricoprono le pareti delle celle con sostanze resinose vegetali.
I maschi di alcune specie di api solitarie trascorrono la notte in gruppi su posatoi naturali (piccoli rami di piante, gambi di fiori), ritornando ogni sera allo stesso sito.
Una singolare abitudine dei maschi di alcune specie (Nomadinae spp., Anthophorini spp.)  è quella di dormire aggrappati per le mandibole ai fusti o alle foglie delle piante.
Altre specie (Xylocopinae, Colletidae) sono lignicole, cioè utilizzano per nidificare le ceppaie, il legname e diversi tipi di fusti vegetali; le Xylocopinae, generalmente riescono a bucare tramite le loro mandibole il legno e talvolta ad arrecare qualche danno alle travi degli edifici.
Altre specie, ancora, utilizzano cavità e substrati di ogni tipo. I Megachilidae, ad esempio, utilizzano il legno ma talvolta anche le anfrattuosità di una pietra, le concavità delle tegole di un tetto, le fessure di un muro, le scarpate, ecc. 
Megachile centuncularis utilizza gallerie precedentemente scavate negli alberi da insetti xilofagi, come i coleotteri cerambicidi, ricoprendole con frammenti di foglie di rosa, mentre Osmia rufa utilizza i gusci vuoti delle chiocciole, dentro i quali fabbrica caratteristiche cellette a forma di botte; Megachile parietina impasta terra e saliva fabbricando cellette compatte come cemento.
Nei bombi, la regina crea una cavità sferica di 3–4 cm di diametro collegata con l'esterno con un foro di qualche cm di lunghezza. La cavità è creata in un riparo utilizzando i materiali disponibili nell'ambiente. Subito dopo essa costruisce un oriolo di cera per conservarvi il miele, che sarà utilizzato solo quando la regina non può uscire dal nido per avversità climatiche. Inoltre la regina predispone un ammasso di polline a forma di otre, sopra il quale depone 8-16 uova che poi ricopre con cera. Fino al momento della schiusa (4-6 giorni dopo la ovodeposizione), la regina resta nel nido, stando sopra l'ammasso di polline in modo da covare le uova.
La struttura più complessa, che nelle forme più evolute può arrivare ad ospitare decine di migliaia di individui, è rappresentata dal favo, un raggruppamento di celle esagonali modellate con la cera, secreta dalle ghiandole addominali delle operaie.

## Distribuzione
Gli Apoidei hanno distribuzione pressoché ubiquitaria essendo presenti in tutti i continenti ad eccezione dell'Antartide. Le aree in cui si concentra la maggiore biodiversità sono rappresentate dalle regioni temperate-calde del Mediterraneo e dalla California. Alcune famiglie sono presenti solo in Africa (Meganomiidae) mentre altre hanno in Africa il maggior numero di generi e specie (Dasypodaidae e Melittidae).

## Tassonomia
La sistematica degli Apoidei ha subito nel corso degli anni notevoli trasformazioni e le esatte relazioni filogenetiche tra le varie famiglie che ne fanno parte rimangono ancora, almeno parzialmente, da chiarire.

Secondo una recente proposta di classificazione, la superfamiglia Apoidea comprende 10 famiglie suddivise in due grandi raggruppamenti (Spheciformes e Anthophila):
Spheciformes (raggruppamento parafiletico) - 4 famiglie
- Famiglia Heterogynaidae Nagy, 1969
- Famiglia Ampulicidae Shuckard, 1840
  - Sottofamiglia Ampulicinae Shuckard, 1840
- Famiglia Sphecidae Latreille, 1802
  - Sottofamiglia Chloriontinae Fernald, 1905
  - Sottofamiglia Sceliphrinae Ashmead, 1899
  - Sottofamiglia Stangeellinae Bohart and Menke, 1976
  - Sottofamiglia Sphecinae Latreille, 1802
  - Sottofamiglia Ammophilinae André, 1886
- Famiglia Crabronidae Latreille, 1802
  - Sottofamiglia Astatinae Lepeletier de Saint Fargeau, 1845
  - Sottofamiglia Bembicinae Latreille, 1802
  - Sottofamiglia Philanthinae Latreille, 1802
  - Sottofamiglia Pemphredoninae Dahlbom, 1835
  - Sottofamiglia Crabroninae Latreille, 1802

Anthophila Latreille, 1804 (clade monofiletico) - 6 famiglie
- Famiglia Colletidae Lepeletier de Saint Fargeau, 1841
  - Sottofamiglia Stenotritinae Cockerell, 1934[15]
  - Sottofamiglia Colletinae Lepeletier de Saint Fargeau, 1841
  - Sottofamiglia Diphaglossinae Vachal, 1909
  - Sottofamiglia Paracolletinae Cockerell, 1934
  - Sottofamiglia Scraptrinae Ascher and Engel, subfamilia novum
  - Sottofamiglia Hylaeinae Viereck, 1916

- Famiglia Halictidae Thomson, 1869[16]
  - Sottofamiglia Rophitinae Schenck, 1866
  - Sottofamiglia Nomiinae Robertson, 1904
  - Sottofamiglia Nomioidinae Börner, 1919[17]
  - Sottofamiglia Halictinae Thomson, 1869
- Famiglia Andrenidae Latreille, 1802
  - Sottofamiglia Euherbstiinae Moure, 1950
  - Sottofamiglia Andreninae Latreille, 1802
  - Sottofamiglia Oxaeinae Ashmead, 1899
  - Sottofamiglia Panurginae Leach, 1815
- Famiglia Melittidae Schenck, 1860
  - Sottofamiglia Meganomiinae Michener, 1981[15]
  - Sottofamiglia Macropidinae Robertson, 1904
  - Sottofamiglia Melittinae Schenck, 1860
  - Sottofamiglia Dasypodainae Börner, 1919[15]
- Famiglia Megachilidae Latreille, 1802
  - Sottofamiglia Pararhophitinae Popov, 1949
  - Sottofamiglia Fideliinae Cockerell, 1932
  - Sottofamiglia Lithurginae Newman, 1834
  - Sottofamiglia Megachilinae Latreille, 1802
- Famiglia Apidae Latreille, 1802
  - Sottofamiglia Xylocopinae Latreille, 1802
  - Sottofamiglia Nomadinae Latreille, 1802
  - Sottofamiglia Apinae Latreille, 1802

Studi successivi hanno portato a 9 il numero di famiglie del raggruppamento Anthophila (e quindi a 13 il numero delle famiglie complessive), elevando alcune sottofamiglie della precedente classificazione al rango di famiglia (Stenotritidae, Meganomiidae e Dasypodaidae).

## Le api nella cultura

### Araldica
In araldica l'ape compare frequentemente come simbolo di operosità, lavoro e dolcezza. Talvolta sono rappresentati anche gli alveari.
Le api più note sono quelle portate dalla famiglia Barberini e quelle che ornavano il manto imperiale di Napoleone.
Sono presenti anche negli stemmi di molti comuni italiani.

Stemma della famiglia Barberini
Stemma del comune di Abejorral
Stemma del comune di Africo

### Cinema
Le api sono state protagoniste di numerosi film tra cui:
- Il mistero dell'isola dei gabbiani (The Deadly Bees) (1967)
- Bees: lo sciame che uccide (The Savage Bees) (1976) Film TV
- Swarm (The Swarm) (1978)
- Swarm - Minaccia dalla giungla (Flying Virus) (2001)
- Api assassine (Killer Bees!) (2002) Film TV
- Swarm 2 - Nel cuore della giungla (Deadly Swarm) (2003)
- Bee Movie (2007)
- Un mondo in pericolo 2014 film documentario
- Honeyland (Medena zemja) (2019) film documentario